# Bachtobelgraben (Schäflibach)
Der Bachtobelgraben (im Mittellauf auch Riedmattenbach) ist ein 2,3 Kilometer langer linker Zufluss des Schäflibachs in der Gemeinde Urdorf im Kanton Zürich. Der Bach, der bis 1931 einen Abschnitt der Gemeindegrenze zwischen Oberurdorf und Niederurdorf gebildet hat, entwässert den östlichen Teil des Waldgebietes Honeret.

## Geographie

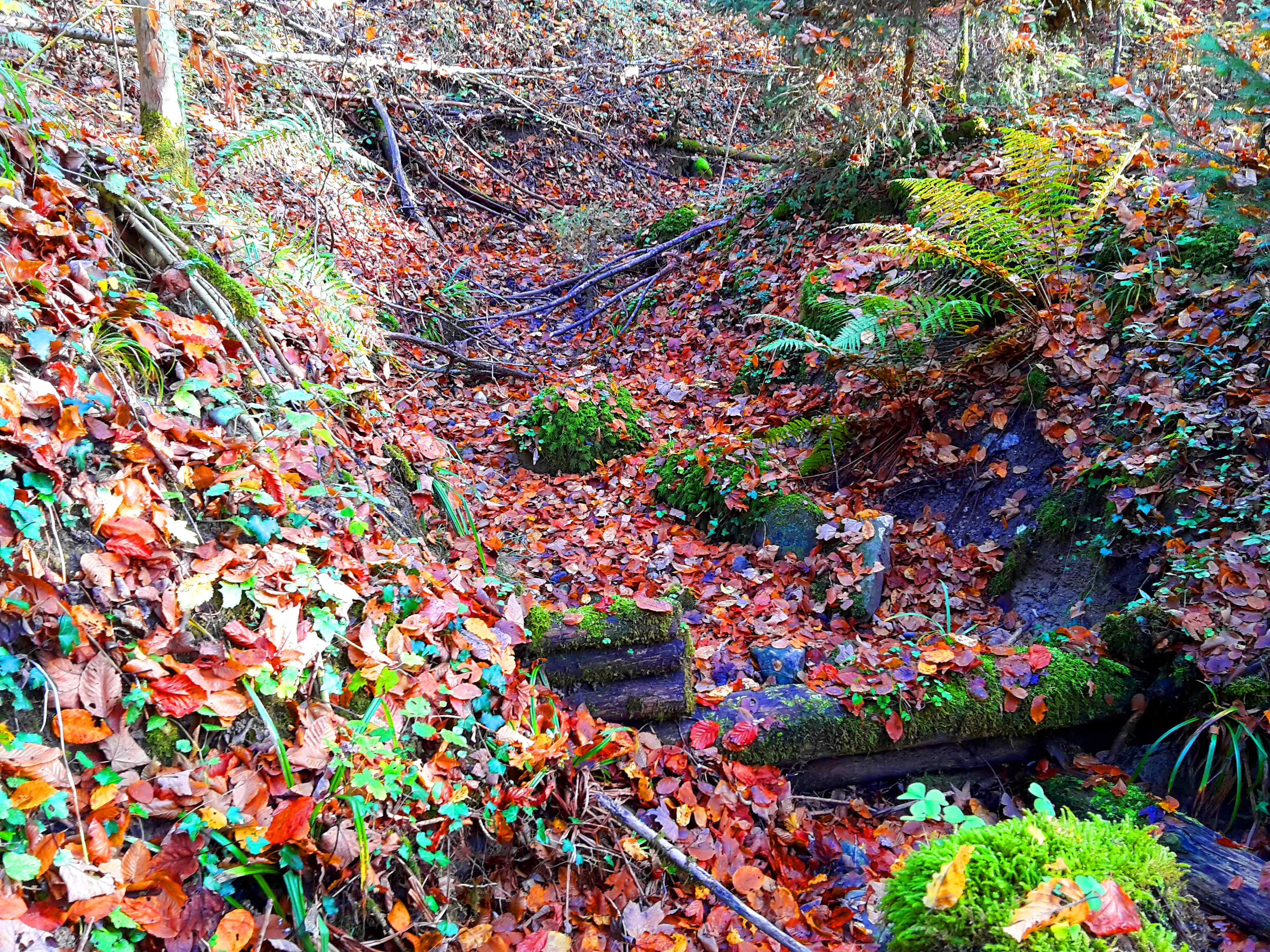
Bachtobelgraben bei der Römergrabstrasse im oberen Teil des Tobels

### Verlauf
Der längste Quellarm des Bachtobelgrabens entspringt auf etwa 529 m ü. M. im Honeretsrain am Osthang des Honeret-Hügels. Er fliesst nach Osten und unterquert gleich daraufhin eine namenlose Waldstrasse, welche wenig nördlicher von der Allmendlistrasse abzweigt. Nach kurzem Lauf nach Südosten in Richtung Waldrand und Reppischtal wendet er sich nach Nordosten und erreicht die Allmendlistrasse, wo direkt nach deren Unterquerung auf 515 m ü. M. die Quelle des längsten Quellbaches eingezeichnet ist.
Der Bachtobelgraben durchquert das Waldgebiet zuerst in nordöstlicher, danach in nordwestlicher Richtung, wobei er vier unbenannte Zuflüsse aufnimmt. Nach der Einmündung des letzten Zuflusses wendet er sich wieder nach Nordosten in Richtung Urdorfer Senke. Der Bach unterquert die Römergrabstrasse, wo sich eine kleine Waldhütte befindet, und nimmt von links seinen längsten Zufluss im Honeret auf. Ab hier bildet er ein kleines Tobel und überwindet zugleich mehrere Holzverbauungen. Nach rund 110 Metern unterquert er die Basistrasse und erreicht die Flur Rain, wo er direkt drei Betonverbauungen überwindet.
Der Bach erreicht nun nach einer Geschiebesperre den Waldrand, wo sich vor der Unterquerung einer Feldstrasse eine weitere Geschiebesperre befindet. Er durchfliesst nun auf einem nordöstlichen Kurs, leicht vertieft und von einem Waldsaum begleitet die Felder bei der Flur Rain, ehe er kurz der Westumfahrung Zürich folgt und schliesslich diese unterquert.
Der Bach tritt in einem kleinen Wäldchen wieder zutage und wird nun auch Riedmattenbach genannt. Nach kurzem Bachlauf nach Norden wird er eingedolt. Zuerst unter dem Waldrand des Wäldchens verlaufend, wird er nur wenig später nach Osten geleitet und unterquert dabei die Felder der Flur Riedmatten. Nach einem Feldweg verläuft er in der Flur Zwüschenbächen, wo er zugleich nach Nordwesten geleitet wird. Der Bach unterquert die Familiengärten bei Zwygarten und nimmt von links den ebenfalls eingedolten Moosacherbach (auch Stampfelbach) auf.
Der Bach wird nun wieder Bachtobelgraben genannt und erreicht gleich das Gebiet Vordere Rüti. Kurz darauf, nach der Dorfstrasse bei Husacher in Niederurdorf, tritt der Bach nach rund 940 Meter langem eingedoltem Lauf wieder an die Oberfläche. Nach weiteren 130 Meter mündet der Bachtobelgraben schliesslich auf 402 m ü. M. von links und Südwesten in den Unterlauf des Schäflibachs.

### Einzugsgebiet
Das Einzugsgebiet des Bachtobelgrabens misst 1,4 km², davon sind 52,5 % bestockte Fläche, 34,7 % Landwirtschaftsfläche und 12,8 % Siedlungsfläche. Der höchste Punkt wird mit 580 m ü. M. rund 10 Meter nördlich des Honeret-Hügels erreicht, die durchschnittliche Höhe beträgt 460 m ü. M. Es erstreckt sich grösstenteils über die Gemeinde Urdorf, kleine Teile gehören zur Gemeinde Dietikon.
Im Westen liegt das Einzugsgebiet des Aegertenbachs, des Tobelbachs sowie das des Stoffelbachs, welche alle in die Reppisch entwässern. Im Südosten grenzt es an dasjenige des Allmendbachs, der ebenfalls in den Schäflibach mündet.

## Bilder

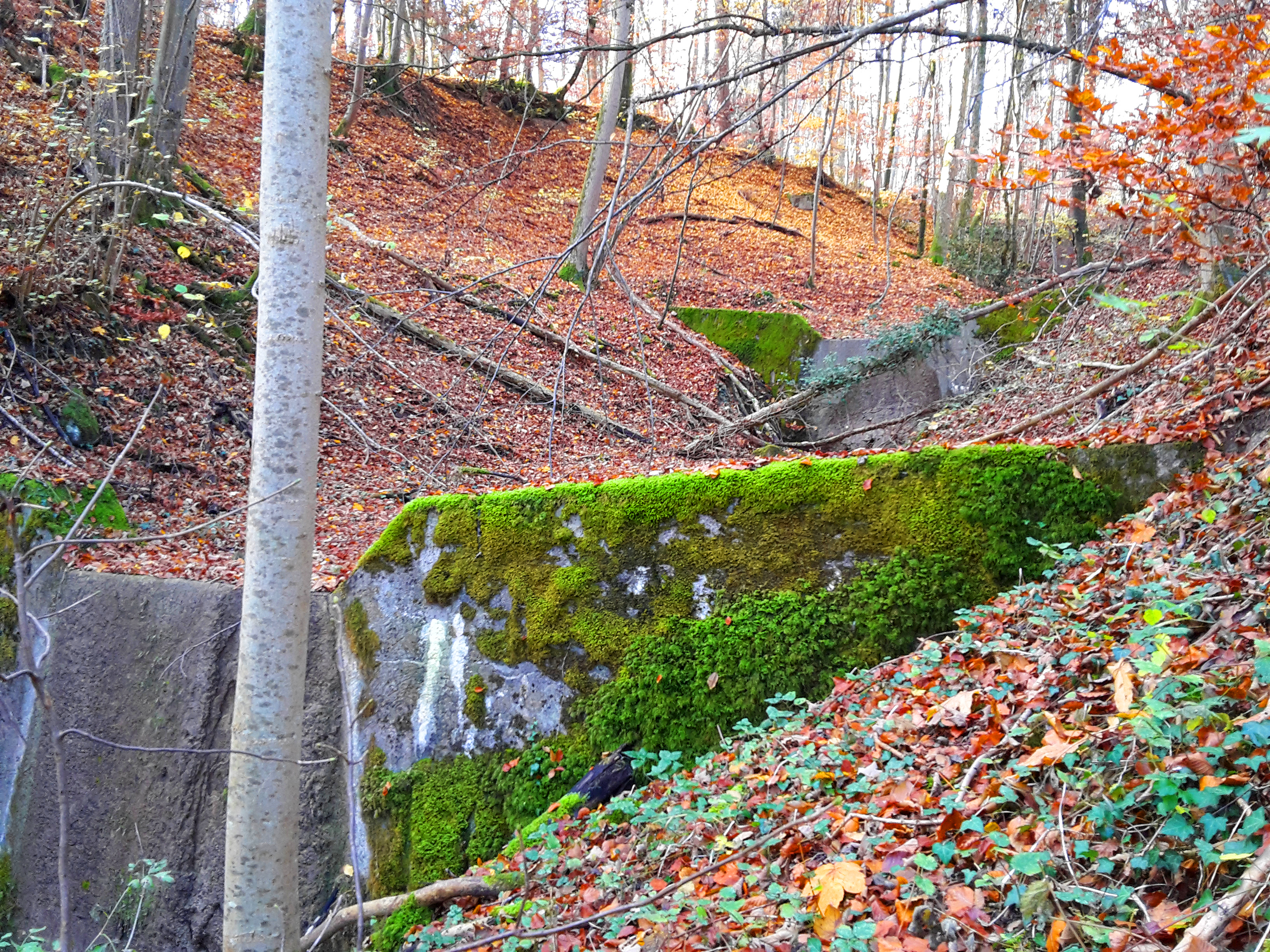
Verbauungen im Rain aus Beton
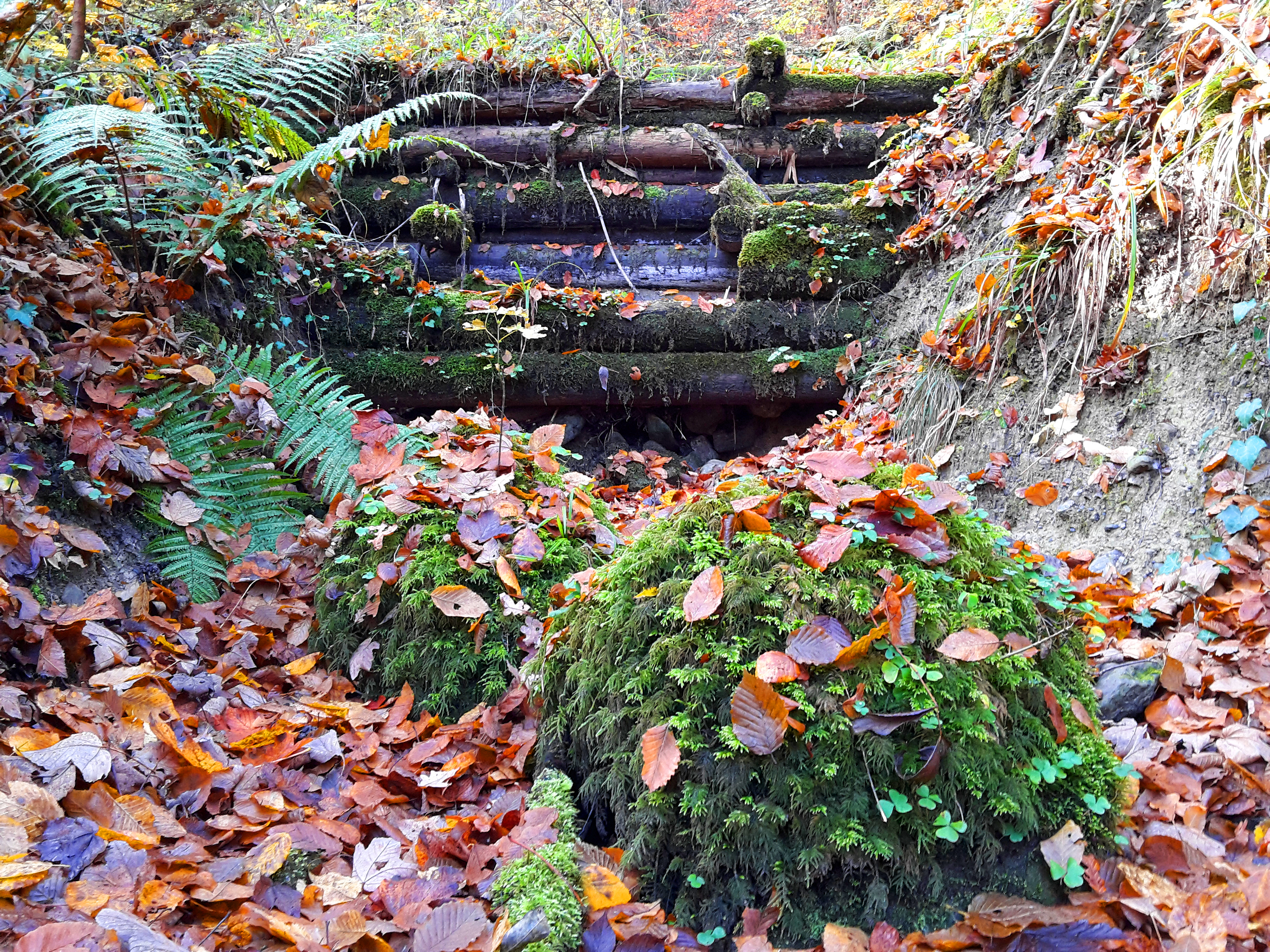
Verbauung aus Holz bei der Römergrabstrasse
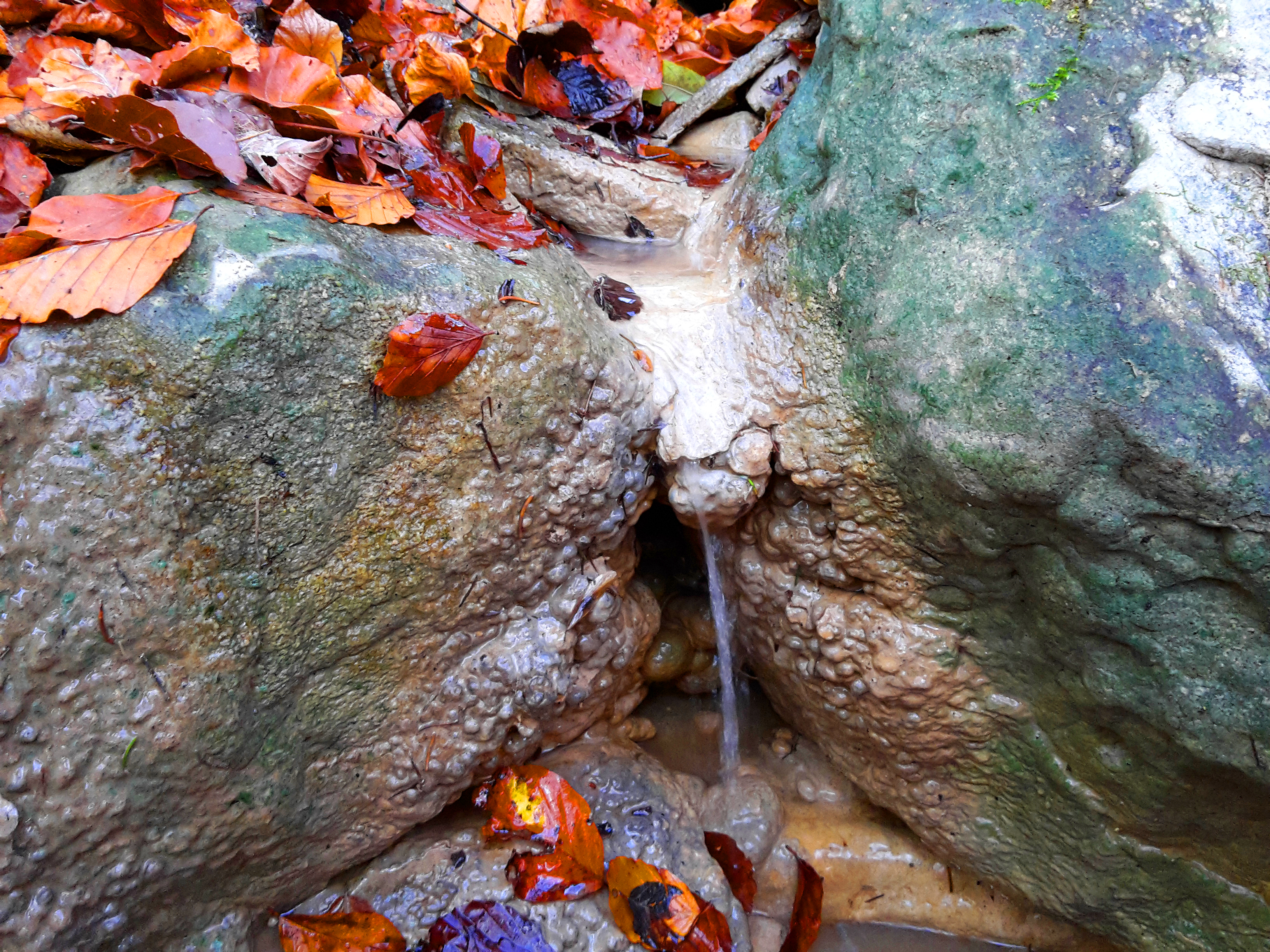
Bachtobelgraben bei wenig Wasser im November